# グレート・アドベンチャー
『グレート・アドベンチャー』（原題：侠盗聯盟、英題：The Adventurers）は、2017年の中国・香港・チェコ合作映画。世界中で活躍する怪盗チームを描いたアクション・アドベンチャー映画。
2017東京／沖縄・中国映画週間で『ザ・アドベンチャーズ』の邦題で上映された後、『グレート・アドベンチャー』の邦題で劇場公開された。

## キャスト
- ダン：アンディ・ラウ (井上和彦)

国宝級のお宝ばかりを狙う世界的な怪盗。
- レッド：スー・チー (石塚理恵)

チームの紅一点。
- ポー：トニー・ヤン (日野聡)

ダンの相棒。
- アンバー：チャン・チンチュー (坂本真綾)
- ピエール：ジャン・レノ (菅生隆之)

フランス人の刑事。
- コング：エリック・ツァン (岩崎ひろし)

## スタッフ
- 監督・製作・脚本：スティーヴン・フォン
- 製作：アンディ・ラウ、テレンス・チャン
- 脚本：ロー・イウファイ、ハー・チーチャオ、チェン・チーグォン、ホアン・シャオチュアン
- 撮影：シェーン・ハールバット
- 音楽：トゥオマス・カンテリネン